# Gelastodelphax histrionicus
Gelastodelphax histrionicus är en insektsart som beskrevs av George Willis Kirkaldy 1906. Gelastodelphax histrionicus ingår i släktet Gelastodelphax och familjen sporrstritar. Inga underarter finns listade i Catalogue of Life.